# ماركوس فلوريس
ماركوس فلوريس (بالإسبانية: Marcos Flores)‏ (23 أكتوبر 1985 بريكونكيستا، سانتا في في الأرجنتين - ) هو لاعب كرة قدم أرجنتيني في مركز الهجوم. لعب مع سنترال كوست مارينرز ونادي أديلايد يونايتد ونادي ملبورن فيكتوري ونادي هينان جيانيي ونيوكاسل يونايتد جتس ونيولز أولد بويز ويونيون دي سانتا في وكوريكو يونيدو وJacksonville Armada FC ‏.

## وصلات خارجية
- ماركوس فلوريس على موقع قاعدة بيانات كرة القدم.إي يو (الإنجليزية)
- ماركوس فلوريس على موقع Soccerway.com (الإنجليزية)
- ماركوس فلوريس على موقع عالم كرة القدم.نت (الإنجليزية)